# 马口镇 (汉川市)
马口镇，是中华人民共和国湖北省孝感市汉川市下辖的一个乡镇级行政单位。

## 行政区划
马口镇下辖以下地区：
新正街社区、徐家岭社区、石头路社区、曾家湾社区、白虎岭社区、邱子脑社区、敖家社区、英山村、金河村、窑新村、新庄村、高山村、高庙村、官山村、枣树村、严山村、五福村、关圣村、土桥村、范岭村、丁集村、柴林村、船厂村、中岭村、大咀村、旧港村、横山村、旭高村、回龙村、白马村、七吴村、光明村、庙湾村、童岭村、八大村、雄丰村和雄伟村。